# 白石章二
白石 章二（しらいし しょうじ）は、日本の経営コンサルタント。

## 経歴
東京大学法学部卒業後、ベイン・アンド・カンパニー入社。同社在職中に、カリフォルニア大学バークレー校においてMBAを取得。ソニー株式会社情報システム戦略部へ出向した後、製造業担当パートナーに就任。その後、2007年10月よりシナジェティック・コンサルティング共同代表を経て、2010年、ジー・ストラテジック・ビジョン株式会社を設立。
慶應義塾大学や立命館大学での講座、講演を行なっている。
自動車ジャーナリストの立花啓毅と小型EVの普及を目指したSTプロジェクトを立ち上げている。